# 富田薬品
富田薬品株式会社（とみたやくひん、英称:TOMITA Pharmaceuitical Co., Ltd.）は、熊本県熊本市中央区に本社を持つ、病院向けの薬品などの卸売をする企業。

## 沿革
- 1892年8月 - 富田寅彦が熊本県八代市に「富田薬店」として創業。
- 1948年8月 - 資本金200万円で、「富田薬品株式会社」設立。会社を設立させると同時に、八代本店・熊本店・福岡店を開設。
- 1971年1月 - 「力武薬品産業株式会社」（本社:長崎県佐世保市）と業務提携
- 1979年10月 - 本社を現在地に移転。
- 1979年11月 - 「力武薬品産業株式会社」を吸収合併して「力武支社」（現在・佐世保営業所）開設
- 1983年12月 -「株式会社三開社」（本社:鹿児島県鹿児島市）を吸収合併し、特薬部門を分離して「鹿児島特薬事業所（現A&S鹿児島営業所）」とする。長崎支店と佐賀出張所を開設。
- 1995年4月 - 「共立薬品株式会社」（本社:大分県別府市）の営業権を譲受し、完全子会社化。
- 1996年4月 - 「平成薬品株式会社」（本社:熊本県熊本市）と「ヒサツ薬品株式会社」（本社：鹿児島県阿久根市）を吸収合併。
- 2004年10月 - ヘルスケア事業を「株式会社パルタック」（本社:大阪市）と業務提携。
- 2004年10月 - 農業・農業用資材等の卸売事業を「株式会社宮崎温仙堂商店」（本社:長崎県諌早市）に譲渡。
- 2005年4月 - 「大口営業所」と「ヒサツ営業所」の営業を移管。
- 2006年1月1日 - 自社のヘルスケア事業部を「株式会社トミタヘルスケア」として分社化。
- 2007年6月28日 - 執行役員制度を導入。
- 2008年3月3日 - 大津営業所を開設。
- 2009年6月29日 - 定時株主総会が開催。同日付けで代表取締役社長に副社長の富田正夫が昇格。五島高明は取締役相談役に就任（子会社のトミタヘルスケアの社長職は続投）。

## 事業所
- 本社 熊本県熊本市中央区九品寺6-2-35

### 医薬営業部
- （福岡営業所） - 福岡支店、福岡東営業所、福岡南営業所、福岡西営業所、北九州支店、八幡営業所、久留米支店、大牟田営業所
- （佐賀営業所） - 佐賀支店、唐津営業所
- （熊本営業所） -  熊本支店、玉名営業所、八代支店、宇土営業所、人吉営業所、天草営業所、大津営業所
- （長崎営業所） - 長崎支店、島原営業所、佐世保営業所、諫早営業所
- （大分営業所） - 大分支店、別府営業所、中津営業所
- （鹿児島営業所） -  鹿児島支店、南薩営業所、名瀬営業所、川内支店、出水営業所、鹿屋支店、姶良営業所
- （宮崎営業所） - 宮崎支店、日南営業所、延岡営業所、都城営業所、小林営業所

### A&S事業部
- 福岡営業所、佐賀営業所、熊本営業所、長崎営業所、鹿児島営業所、鹿屋営業所、宮崎営業所

## 関連会社
- 株式会社トミタヘルスケア

## 出来事
- 2023年1月17日までに公正取引委員会は、国立病院機構が九州地方で行った医薬品の入札で富田薬品を含む医薬品卸5社が談合を繰り返したとして、私的独占の禁止及び公正取引の確保に関する法律（独占禁止法、不当な取引制限）違反で計約6億円の課徴金納付命令を通知した[1]。このことを受け、厚生労働省は富田薬品に対し2023年4月から9カ月間の指名停止を行ったほか[2]、地方自治体もそれぞれの基準で指名停止を行った[3][4]。